# Bryomima luteosordida
Bryomima luteosordida är en fjärilsart som beskrevs av Ludwig Osthelder 1933. Bryomima luteosordida ingår i släktet Bryomima och familjen nattflyn. Inga underarter finns listade i Catalogue of Life.